# Malabar Headland National Park
Malabar Headland National Park är en park i Australien. Den ligger i kommunen Randwick och delstaten New South Wales, i den sydöstra delen av landet, omkring 11 kilometer söder om delstatshuvudstaden Sydney.
Trakten är tätbefolkad. Närmaste större samhälle är Sydney, omkring 11 kilometer norr om Malabar Headland National Park. 
Genomsnittlig årsnederbörd är 1 507 millimeter. Den regnigaste månaden är juni, med i genomsnitt 232 mm nederbörd, och den torraste är juli, med 39 mm nederbörd.